# مزدا آر۳۶۰
مزدا آر۳۶۰ (Mazda R۳۶۰) خودرویی است که در سال‌های ۱۹۶۰–۱۹۶۶تولید شده‌است.
این خودرو در کلاس خودرو کی قرار گرفته، طراحی آن خودروهای موتور عقب-محور عقب بوده است.
موتور آن ۳۵۶ سی‌سی سیستم جعبه‌دندهٔ آن به دو صورت خودکار و دستی است.